# Hypopygium

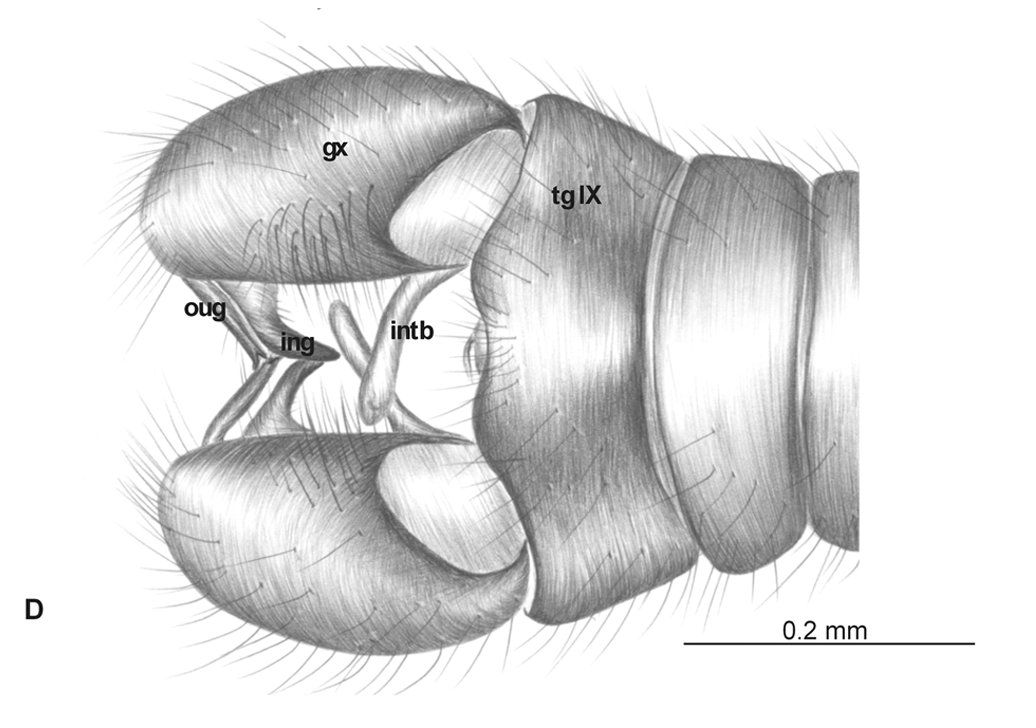
Hypopygium samca Elephantomyia bozenae z rodziny koziułkowatych w widoku grzbietowym: gx — gonokoksyt, ing — wewnętrzny gonostylus, intb — interbasis, oug — zewnętrzny gonostylus

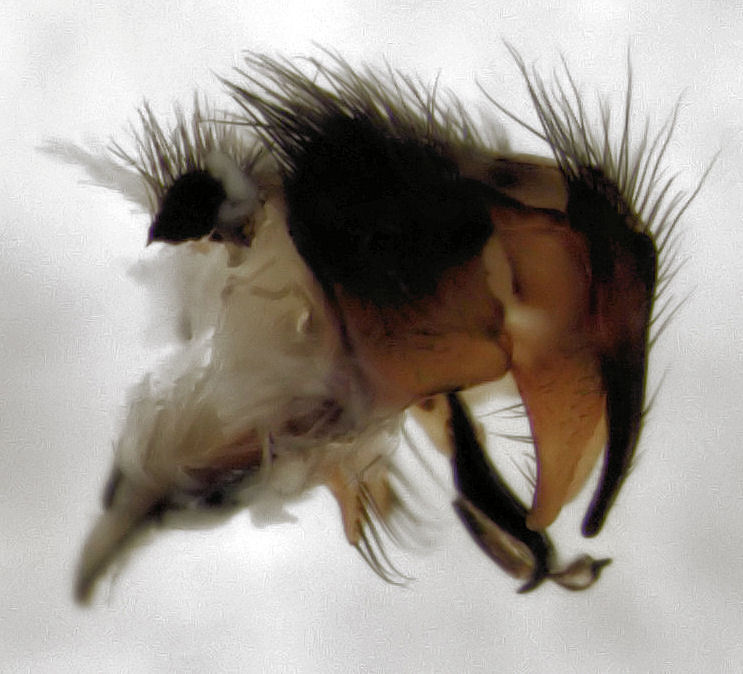
Hypopygium samca Xenocalliphora viridiventris z rodziny plujkowatych w widoku bocznym

Mrówka Aenictus congolensis. Hypopygium samicy widoczne na rys. c

Hypopygium (l. mn. hypopygia) – końcowa część odwłoka niektórych owadów. Termin stosowany zwłaszcza u muchówek i błonkoskrzydłych.
Zasadniczo jako hypopygium określa się ostatni widoczny brzuszny skleryt odwłoka. Zwykle jest to dziewiąty sternit, ale może też obejmować przyległe struktury, np. sternity od siódmego do dziewiątego. Tak rozumiane hypopygium osłania od spodu otwór kopulacyjny samicy i może być określane jako płytka genitalna.
Często znaczenie hypopygium rozszerza się na całe genitalia czy terminalia. Np. u samców muchówek określa się tak niekiedy cały powiększony, tylny fragment odwłoka, choć inna definicja zawęża jego znaczenie do dziewiątego segmentu.

## Muchówki
Ogólnie hypopygium, czy też aparat kopulacyjny samców muchówek długoczułkich składa się z czterech części. Pierwsza to mniej lub więcej ciągły, chitynowy pierścień, odpowiadający sternitowi i tergitowi dziewiątego segmentu. Druga to wyrostki dziewiątego segmentu, określane mianem gonopodów. Trzecią stanowią chitynizacje wokół odbytu, nawiązujące do sternitu i tergitu dziewiątego segmentu odwłoka. Ostatnią zaś chitynizacje tuby genitalnej, obejmujące m.in. edeagus i mesosomę. U muchówek krótkoczułkich homologie między strukturami genitalnymi nie zostały jeszcze w pełni ustalone. U zaawansowanych ewolucyjnie muchówek rozgraniczanie między wisceralną częścią odwłoka a hypopygium jest silnie zaznaczone przez redukcję szóstego i siódmego segmentu odwłoka.
U samców wielu grup w trakcie stadium poczwarkowego lub nawet po opuszczeniu poczwarki następuje skręcenie (torsja, inwersja) hypopygium o kąt 45°, 90°, 180° a nawet 360°. Skręcenie zachodzić może między siódmym ósmym segmentem odwłoka (jak u ćmiankowatych) lub między ósmym a dziewiątym (jak u komarowatych). W sytuacji skrętu o 180°, określanej jako hypopygium inversum lub hypopygium retroversum, edeagus znajduje się w pozycji grzbietowej a odbyt brzusznej. Niewiedza o tym zjawisku skutkowała swego czasu nieścisłościami w terminologii anatomicznej. W sytuacji obrotu o 360°, określanej jako hypopygium circumversum, struktury wracają na swoje miejsce a świadectwem skrętu pozostaje pętla nasieniowodu wokół jelita. Pełny obrót występuje u muchówek łękorysych.